# Luis Fernando Montoya
Pour les articles homonymes, voir Montoya.
Luis Fernando Montoya, né le 2 mai 1957 à Caldas, est un entraîneur colombien de football.

## Biographie
Né le 2 mai 1957, Luis Fernando Montoya grandit à Caldas dans le département d'Antioquia où il commence le football. Jouant au poste de milieu de terrain à un « bon niveau » (sans parvenir à devenir footballeur professionnel), il étudie l'éducation physique puis commence une carrière d'entraîneur en devenant formateur dans des équipes de niveau régional.
Nommé adjoint de Norberto Peluffo à l'Atlético Bucaramanga lors des saisons 1993 et 1994, il entraîne l'année suivante l'équipe des moins de 20 ans de la Colombie, l'amenant à côtoyer des futurs internationaux comme Iván Córdoba et Mario Yepes.
Il rejoint ensuite l'Atlético Nacional où il est en charge du centre de formation, avant d'être nommé entraîneur de l'équipe première en 2001, terminant à la place de vice-champion en 2002.
L'année suivante, il signe à Once Caldas, club d'un budget modeste où il réussit l'exploit de remporter le tournoi d'ouverture du championnat de Colombie, puis la Copa Libertadores 2004 face au club argentin de Boca Juniors. Son équipe dispute ensuite la Coupe intercontinentale 2004, mais s'incline aux tirs au but contre l'équipe portugaise du FC Porto.
Le 22 décembre 2004, quelques jours après la finale perdue, Luis Fernando Montoya est victime d'un vol à main armée à son domicile de Caldas en compagnie de sa femme et son fils de trois ans ; il reçoit une balle de revolver au niveau du cou. Après plusieurs semaines où il est hospitalisé entre la vie et la mort, il devient tétraplégique.

## Palmarès

### En club
- Atlético Nacional
  - Tournoi d'ouverture du championnat de Colombie de football 2002 : Vice-champion
- Once Caldas
  - Tournoi d'ouverture du championnat de Colombie de football 2003 : Champion
  - Copa Libertadores 2004 : Vainqueur
  - Coupe intercontinentale 2004 : Finaliste

### Distinction individuelle
- Entraîneur de l'année en Amérique du Sud en 2004[2]